# La Gaîté Lyrique
La Gaîté Lyrique (la ɡɛte liʁik) è un centro di arti digitali e musica moderna aperto dalla città di Parigi nel dicembre 2010, situato in 3-5 rue Papin nel III arrondissement.
Il centro si trova sul sito dell'ex Théâtre de la Gaîté, che incorpora la facciata, l'ingresso e il foyer del teatro originale. L'auditorium del teatro è stato demolito nel 1989 per un parco divertimenti.
La ristrutturazione è durata dal 2004 al 2011 sotto l'architetto Manuelle Gautrand. Il Direttore Generale/Artistico era Jérôme Delormas. La sede è diretta da Marc Dondey dal 2016.

## Storia
Dopo la modernizzazione di Parigi da parte di Haussmann e la distruzione dei teatri sul boulevard du Temple, in rue Papin fu costruito l'ultimo di una serie di teatri chiamati Théâtre de la Gaîté. Fu inaugurato il 3 settembre 1862. L'edificio fu progettato dagli architetti Jacques-Ignace Hittorff e Alphonse Cusin, con un auditorium da 1800 posti decorato da Félix Jobbé-Duval.
Concentrato sulle operette, divenne noto anche come Gaîté-Lyrique e raggiunse il suo apice durante il Secondo Impero francese. Jacques Offenbach ne fu direttore dal 1873 al 1874.
Dopo la Seconda guerra mondiale, il teatro ebbe successo sotto i suoi registi Henri Montjoye e sua moglie Germaine Roger. Nel 1974 qui si stabilirono per un certo periodo il Carré Silvia-Monfort e la prima scuola di circo. Il teatro fallì e chiuse.
All'inizio degli anni '80 la cupola dell'auditorium principale rischiava di crollare e fu rinforzata col cemento. Negli anni successivi fu in gran parte distrutto e trasformato in un parco divertimenti, Planète magique(fr), da Jean Chalopin. Tra le parti dell'edificio andate perdute c'erano l'auditorium principale, che ne conteneva 1800 e la fossa dell'orchestra abbastanza grande per 60 musicisti. Il parco divertimenti rimase aperto solo per poche settimane.

## Strutture generali
La Gaîté-Lyrique è largo 35 metri, lungo 60 metri e alto 26 metri per un totale di 9.500 metri quadrati di superficie utile. L'edificio ha cinque livelli accessibili al pubblico e 2 livelli privati nella parte superiore, che comprendono negozi per artisti. Ci sono 5 ascensori e 3 ascensori di servizio. Altre aree includono la reception, il foyer storico (sopra la reception), tre luoghi per spettacoli, spazi espositivi, un centro risorse, un'area videogiochi, spazi per artisti e una boutique. La maggior parte di queste aree sono progettate per adattarsi a nuovi usi e comprendono elementi mobili a pavimento ed a parete. Piccole unità dodecaedriche mobili e ricombinabili, dette "éclaireuses", sono disponibili per l'uso come, ad esempio, camerini, uffici, annessi tecnici, spazi di installazione o anche parti di scenografie.
Poiché l'edificio è circondato da oltre 100 residenze, l'isolamento acustico era una priorità assoluta. Fu progettato utilizzando il principio della "scatola nella scatola". Gli spazi degli spettacoli, essendo i più intensi dal punto di vista sonoro, furono collocati al centro, circondati da tre strati successivi di spazi più esterni. Tra i due strati esterni si trovano spazi di servizio e passaggi verticali. C'è solo una scala "cerimoniale" che collega il piano terra e il primo piano. Altrimenti ogni piano è il più grande possibile per offrire la massima flessibilità nell'uso dello spazio.

## Luoghi di spettacolo
La Salone Grande (Grande Salle) si trova sopra il piano nobile sul retro dell'edificio, ha una capienza di circa 750 posti in piedi o 308 da seduti. Include ripiani telescopici (gradinate) per i posti a sedere che possono essere ripiegati lateralmente. Gli schermi di proiezione possono essere montati a vari livelli su una qualsiasi delle quattro pareti e possono essere ospitati un'ampia varietà di pubblico e allestimenti scenici. Ci sono anche quattro grandi schermi delle dimensioni di ciascuna parete che consentono la possibilità di immersione totale del pubblico in uno spazio proiettato. L'esterno è rivestito con pannelli a specchio, che lo rendono immediatamente riconoscibile e in grado di completare l'opera d'arte installata.
La Sala Piccola (Petite Salle), situata al livello più basso sul retro dell'edificio, può ospitare 70 posti seduti e 150 in piedi e può essere utilizzata in combinazione con le aree espositive o come un impianto separato audio/video. Le pareti possono essere smontate e i pannelli del pavimento possono essere montati a diversi livelli per creare varie piattaforme e livelli. La combinazione di colori è sui toni del grigio per non entrare in conflitto con gli allestimenti degli artisti.
LAuditorium è più tradizionale con 130 posti fissi, una sala di proiezione e regia e uno schermo di 5 metri nella parte inferiore della sala. Si trova tra un ampio spazio espositivo al piano inferiore sul fronte dell'edificio e la piccola saletta sul retro. Ci sono ingressi al piano terra e al primo piano ed è direttamente accessibile da rue Papin.

## Il centro risorse
Il centro risorse funziona come una moderna biblioteca. Si trova sul retro dell'edificio, sopra la Petite Salle e sotto la Grande Salle. Ha una capacità di 100 posti e 14 postazioni di consultazione. Le collezioni comprendono 1500 libri, 200 periodici, 150 cataloghi d'arte e altro materiale su argomenti quali arte digitale, musica contemporanea, nuove tecnologie artistiche, videogiochi , danza, scenografia, street art, pattinaggio e graffiti e include anche periodici digitalizzati, documenti, playlist, elenchi di blog e altri elementi relativi ad artisti ospiti e programmi, nonché videogiochi. Ci sono anche strutture per l'ascolto. Il centro risorse presenta anche workshop, corsi di formazione ed esercitazione in information retrieval.